# سن ژان باتیست (تیسین)
سن ژان باتیست (به انگلیسی: Saint John the Baptist) یک نقاشی از ۱۵۴۰ نقاشی از ژان باتیست تیسین است که با ویژگی‌های سنتی خود یعنی بره خدا (Lamb of God) و چوبه ظاهر شده‌است. در پس زمینه منظره جورجونسک با رودخانه اردن وجود دارد که مسیح در آن تعمید یافت.